# Vermittlungstheologie
Die Vermittlungstheologie war eine einflussreiche Strömung innerhalb der deutschen Theologie des 19. Jahrhunderts. Ihre Konkurrenten um Macht und Einfluss auf Fakultäten und Kanzeln waren die „liberalen“ und die „positiven“ Theologen.

## Die Grundlagen: Hegel und Schleiermacher
Der Begriff der „Vermittlung“ gewann an Attraktivität durch den Philosophen – und ausgebildeten Theologen – Georg Wilhelm Friedrich Hegel. Da die historische Wirklichkeit von Widersprüchen gekennzeichnet ist, muss jeder Gegensatz in einer darauf folgenden Stufe „aufgehoben“ werden. In seiner „Phänomenologie des Geistes“ (1807) stellt Hegel eine Stufenfolge des Bewusstseins auf: Selbstbewusstsein, Vernunft, Geist, Religion, absolutes Wissen. Den Aufstieg des Bewusstseins nennt Hegel „Erfahrung“: Das Bewusstsein begegnet bei seiner Erfahrung in jedem Gegenüber sich selbst. Jede Begegnung wird so zu einer neuen Selbsterfahrung, die wiederum das Bewusstsein verändert. Es erkennt freilich nur das im anderen, was es bei sich selbst wahrnimmt, und ist damit Teil des Erkenntnisprozesses. Da das Bewusstsein sich durch diesen Erkenntnisprozess wandelt, muss es auch den Eindruck von seinem Gegenüber revidieren: Das Gegenüber erscheint verändert und muss neu vermittelt werden. Auf der höchsten Stufe der Erkenntnis, beim „absoluten Wissen“, herrscht die vollkommene Vermittlung: Bewusstsein und Gegenstand stimmen überein.
Auch der Berliner Theologe Friedrich Schleiermacher benutzte – unabhängig von Hegel, dessen Anschauungen er z. B. in seinen eigenen Dialektik-Vorlesungen (1818) widersprach – diesen Begriff. Bereits in den Reden Über die Religion an die „Gebildeten unter ihren Verächtern“ (1799) heißt es: „Darum sendet die Gottheit zu allen Zeiten hie und da einige, … rüstet sie aus mit wunderbaren Gaben, ebnet ihren Weg durch ein allmächtiges Wort, und setzt sie ein zu Dolmetschern ihres Willens und ihrer Werke, und zu Mittlern desjenigen, was sonst ewig geschieden geblieben wäre.“ Ein solcher Mittler strebt danach, „den schlafenden Keim der besseren Menschheit zu wecken, die Liebe zum Höchsten zu entzünden, das gemeine Leben in ein Höheres zu verwandeln“. Auch hier wird der Erfolg des Menschen bei der Suche nach der Wahrheit von einem historischen Prozess abhängig gesehen. Emanuel Hirsch beurteilt diese beiden in ihrem persönlichen Verhältnis als Gegner auftretenden Geister als „die beiden großen Mittler des idealistisch-romantischen Erbes an die deutsche Geisteswissenschaft“.

## Versöhnung von Glauben und Wissen
Aus meist nicht direkten Schülern beider Denker entstand eine neue Richtung, die Wissen und Glauben miteinander versöhnen möchte und den Streitfällen, die die evangelische Theologie zuvor entzweit hatten (Rationalismus / Supranaturalismus), zu entrinnen sucht. Dies gelingt meist nur schwer, weil die Vermittlung der biblischen Geschichte mit der kritischen Philosophie bei vielen Vertretern zu Verbiegungen führt, die der philosophischen Konsequenz schaden: So entzieht sich die Vorentscheidung, dass die göttliche Wahrheit in der Schrift offenbart wird, einer kritischen Überprüfung.
Der Name „Vermittlungstheologie“ entstammt dem Programm der Zeitschrift Theologische Studien und Kritiken, die ab 1828 in Heidelberg erschien. Das Organ bekam den Auftrag, „wahre Vermittlung“ zwischen modernem wissenschaftlichen Bewusstsein und der Idee des Christentums zu leisten. Im kirchenleitenden Bereich setzte die Vermittlungstheologie der Rekatholisierung ein Ende und verhinderte das Aufleben eines innerprotestantischen Dogmenprovinzialismus, da sie sich kirchenpolitisch weitgehend an die „Union“ von reformierten und lutherischen Protestanten hielt.
Trotz der Versuche, das Programm der biblischen Theologie der reformatorischen Kirchen, die Luthers „sola scriptura“ verpflichtet sind, und die historisch-kritischen Wissenschaften, die sich sowohl aus den historischen Erkenntnisgewinnen des 19. Jahrhunderts als auch aus den philosophisch-theologischen Konzepten Schleiermachers und Hegels speisen, miteinander zu versöhnen, haben die vermittlungstheologischen Entwürfe auch Kritiker gefunden.